# 奥斯特瓦尔德环形山
奥斯特瓦尔德环形山（Ostwald）是位于月球背面赤道附近的一座古老大陨坑，约形成于45.5-39.2亿年前的前酒海纪，其名称取自拉脱维亚裔德籍物理化学家及理想主义者弗里德里希·威廉·奥斯特瓦尔德（1853年-1932年），1970年被国际天文学联合会批准接受。

## 描述

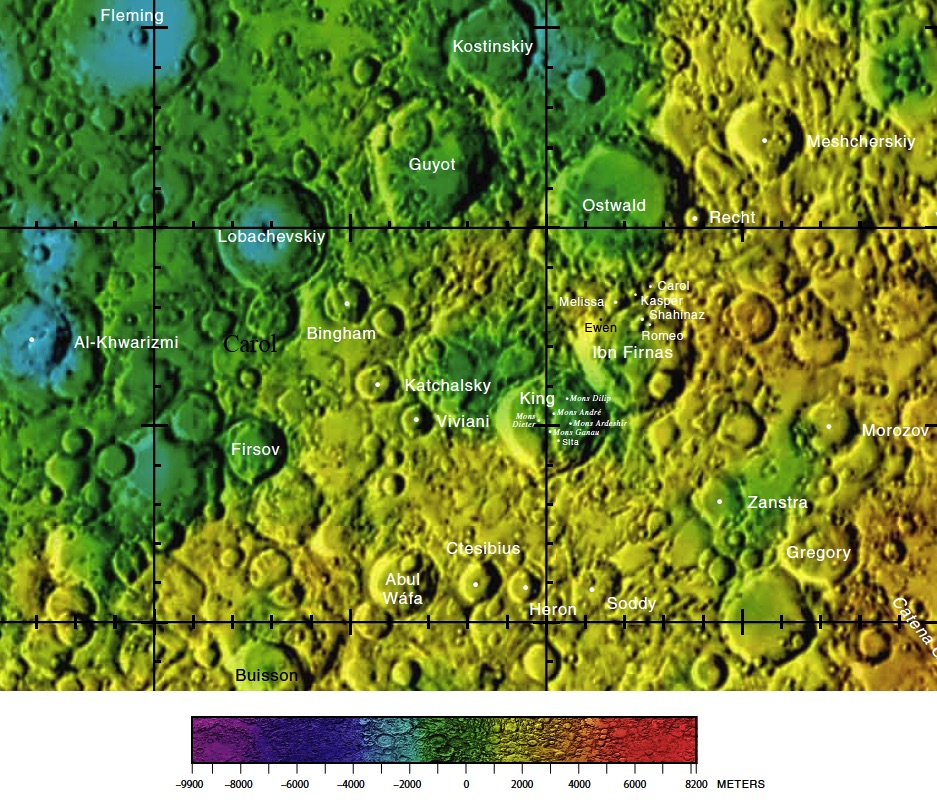
奥斯特瓦尔德环形山周边，月球背面详图。

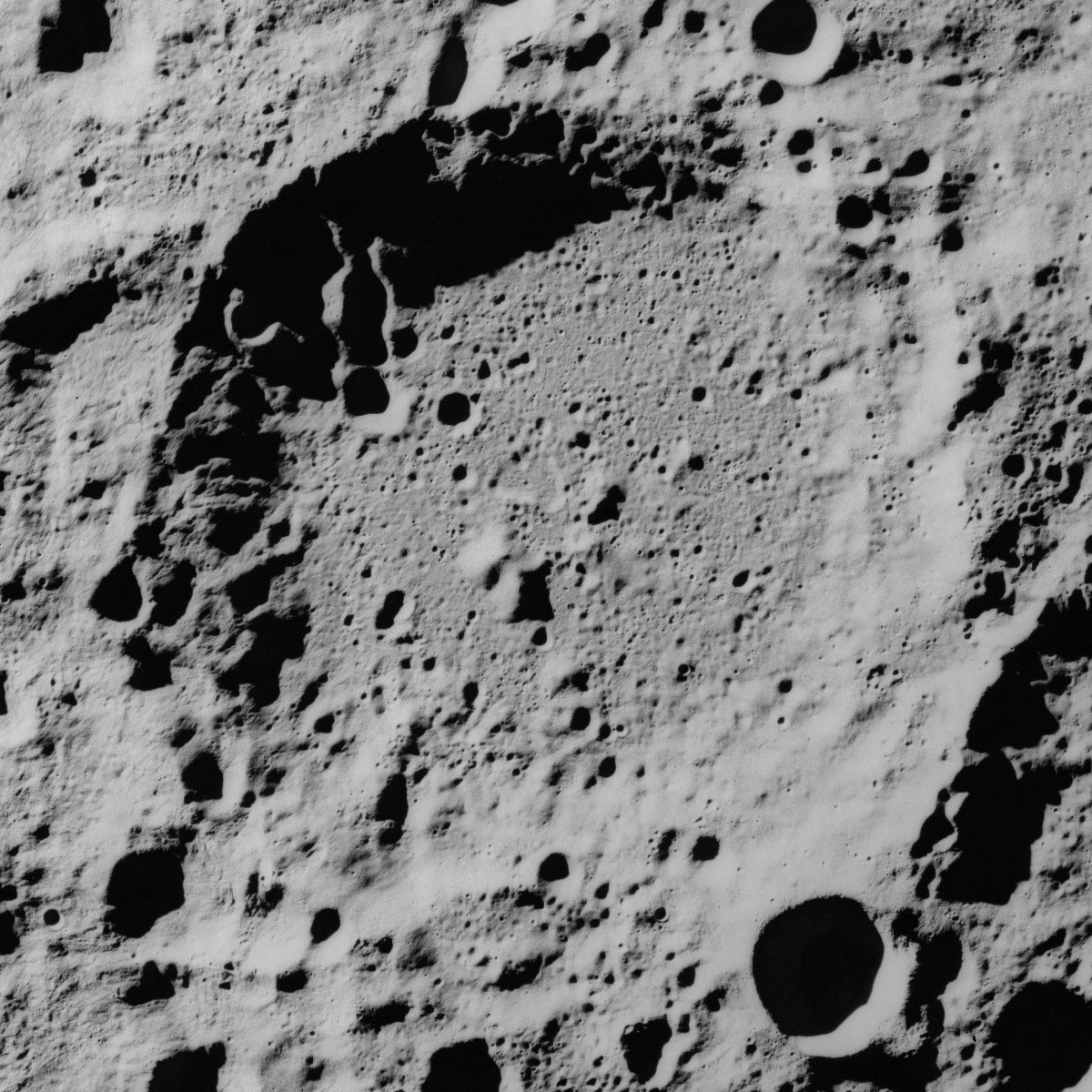
阿波罗16号测绘相机拍摄的斜视图(右上为北方)

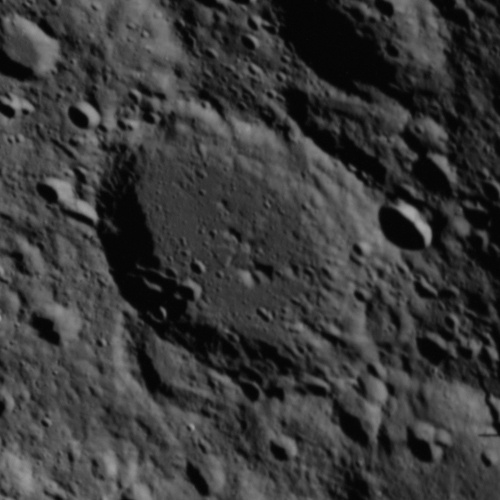
阿波罗14号哈苏相机拍摄的斜视图

该陨坑西北偏西靠近盖奥特环形山、西北毗邻科斯京斯基环形山、梅谢尔斯基环形山位于它的东北，而它的东南偏东外侧坡上则覆盖着雷希特陨石坑，南面坐落了伊本·弗纳斯环形山，在这一侧还聚集着一群更小的陨坑：卡罗尔坑、卡斯帕坑、梅利莎坑、尤恩坑、罗密欧坑和沙希纳兹坑。该陨坑中心月面坐标为10°14′N 121°57′E / 10.24°N 121.95°E，直径108.13公里，深度约2.88公里。
奥斯特瓦尔德环形山外观不太圆整，东南侧略为下凹，整体损毁严重。坑壁已被磨损侵蚀，沿边缘覆盖了众多小撞击坑，西侧内壁上凿刻有二道小链坑构成的沟槽。奥斯特瓦尔德环形山坑壁最大高出周边地形1530米，内部容积约有11885立方千米。坑底表面较为平坦，散布有一些细小的陨坑，中心点南面坐落了二座相连的圆形峰。
在1970年被国际天文学联合会命名前，该环形山曾被称作第212号陨石坑。

## 卫星陨石坑
按惯例，最靠近奥斯特瓦尔德环形山的卫星坑将在月图上以字母标注在该坑的中心点旁。

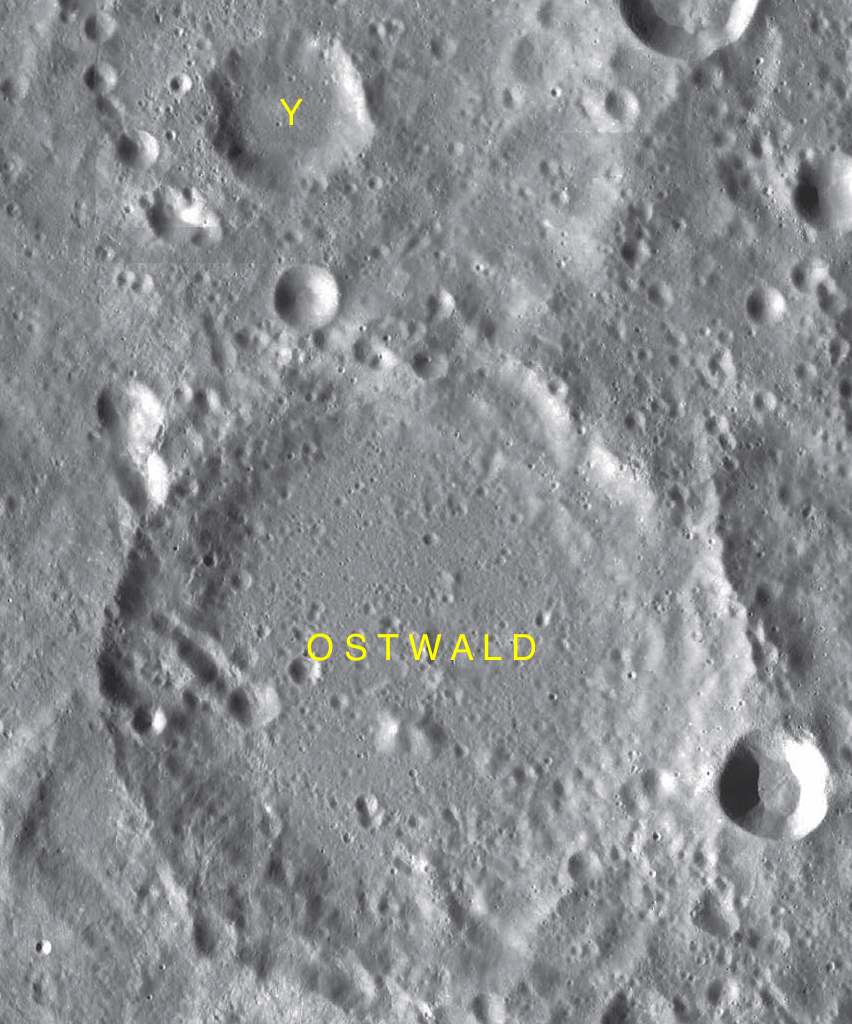
LAC-65 区域图

| 奥斯特瓦尔德 | 纬度    | 经度     | 直径    |
| ------------ | ------- | -------- | ------- |
| Y            | 13.6° N | 121.0° E | 24 公里 |

## 另请参阅
- Andersson, L. E.; Whitaker, E. A. . NASA RP-1097. 1982.
- Blue, Jennifer. . USGS. July 25, 2007  [2007-08-05]. （原始内容存档于2013-02-13）.
- Bussey, B.; Spudis, P. . New York: Cambridge University Press. 2004. ISBN 978-0-521-81528-4.
- Cocks, Elijah E.; Cocks, Josiah C. . Tudor Publishers. 1995. ISBN 978-0-936389-27-1.
- McDowell, Jonathan. . Jonathan's Space Report. July 15, 2007  [2007-10-24]. （原始内容存档于2018-12-25）.
- Menzel, D. H.; Minnaert, M.; Levin, B.; Dollfus, A.; Bell, B. . Space Science Reviews. 1971, 12 (2): 136–186. Bibcode:1971SSRv...12..136M. doi:10.1007/BF00171763.
- Moore, Patrick. . Sterling Publishing Co. 2001. ISBN 978-0-304-35469-6.
- Price, Fred W. . Cambridge University Press. 1988. ISBN 978-0-521-33500-3.
- Rükl, Antonín. . Kalmbach Books. 1990. ISBN 978-0-913135-17-4.
- Webb, Rev. T. W.  6th revised. Dover. 1962. ISBN 978-0-486-20917-3.
- Whitaker, Ewen A. . Cambridge University Press. 1999. ISBN 978-0-521-62248-6.
- Wlasuk, Peter T. . Springer. 2000. ISBN 978-1-85233-193-1.